# 矛枝軸孔珊瑚
矛枝軸孔珊瑚（学名：Acropora aspera）为軸孔珊瑚科軸孔珊瑚屬下的一个种。